# Liste von Literaturverfilmungen nach Autor (Dänemark)
Die Liste von Literaturverfilmungen nach Autor (Dänemark) bietet einen Überblick über Filmproduktionen und Fernsehserien, die auf literarischen Vorlagen dänischer Autoren basieren.
| Autor                   | Titel                                                              | Produktionsland                                                    | Jahr      | Regisseur                          |
| ----------------------- | ------------------------------------------------------------------ | ------------------------------------------------------------------ | --------- | ---------------------------------- |
| Jussi Adler-Olsen       | Erbarmen Kvinden i buret                                           | Dänemark                                                           | 2013      | Mikkel Nørgaard                    |
| Jussi Adler-Olsen       | Erlösung                                                           | Dänemark / Deutschland / Schweden / Norwegen                       | 2016      | Hans Petter Moland                 |
| Jussi Adler-Olsen       | Schändung                                                          | Dänemark                                                           | 2014      | Mikkel Nørgaard                    |
| Jussi Adler-Olsen       | Verachtung                                                         | Dänemark / Deutschland / Schweden / Norwegen                       | 2018      | Christoffer Boe                    |
| Hans Christian Andersen | Alisa, das Meermädchen                                             | Russland                                                           | 2000      | Anna Melikjan                      |
| Hans Christian Andersen | Arielle, die Meerjungfrau                                          | Vereinigte Staaten                                                 | 1989      | John Musker, Ron Clements          |
| Hans Christian Andersen | Däumeline                                                          | Vereinigte Staaten                                                 | 1994      | Don Bluth, Gary Goldman            |
| Hans Christian Andersen | Die Eiskönigin – Völlig unverfroren                                | Vereinigte Staaten                                                 | 2013      | Chris Buck, Jennifer Lee           |
| Hans Christian Andersen | Die elf Schwäne                                                    | Sowjetunion                                                        | 1987      | Helle Karis                        |
| Hans Christian Andersen | Fantasia 2000                                                      | Vereinigte Staaten                                                 | 1999      | James Algar u. a.                  |
| Hans Christian Andersen | Das Feuerzeug                                                      | Deutsche Demokratische Republik                                    | 1959      | Siegfried Hartmann                 |
| Hans Christian Andersen | Die Galoschen des Glücks                                           | Tschechoslowakei / BR Deutschland / Österreich                     | 1986      | Siegfried Hartmann                 |
| Hans Christian Andersen | Die Galoschen des Glücks                                           | Deutschland                                                        | 2018      | Friederike Jehn                    |
| Hans Christian Andersen | Der große und der kleine Klaus                                     | Tschechoslowakei / BR Deutschland                                  | 1987      | Dušan Trančik                      |
| Hans Christian Andersen | Das hässliche Entlein                                              | Vereinigte Staaten                                                 | 1939      | Jack Cutting                       |
| Hans Christian Andersen | Des Kaisers neue Kleider                                           | Deutschland / Tschechien                                           | 1994      | Juraj Herz                         |
| Hans Christian Andersen | Des Kaisers neue Kleider                                           | Deutschland                                                        | 2010      | Hannu Salonen                      |
| Hans Christian Andersen | Das Kleid                                                          | Deutsche Demokratische Republik                                    | 1961      | Konrad Petzold                     |
| Hans Christian Andersen | Das kleine Mädchen mit den Schwefelhölzern                         | Frankreich                                                         | 1928      | Jean Renoir                        |
| Hans Christian Andersen | Die kleine Meerjungfrau                                            | Tschechoslowakei                                                   | 1976      | Karel Kachyňa                      |
| Hans Christian Andersen | Die kleine Meerjungfrau                                            | Deutschland                                                        | 2013      | Irina Popow                        |
| Hans Christian Andersen | Der kleine und der große Klaus                                     | Deutsche Demokratische Republik                                    | 1971      | Celino Bleiweiß                    |
| Hans Christian Andersen | The Little Match Girl                                              | Vereinigte Staaten                                                 | 1937      | Arthur Davis                       |
| Hans Christian Andersen | The Little Matchgirl                                               | Vereinigte Staaten                                                 | 2006      | Roger Allers                       |
| Hans Christian Andersen | Das Mädchen mit den Schwefelhölzern                                | Deutschland                                                        | 1925      | Guido Bagier                       |
| Hans Christian Andersen | Das Mädchen mit den Schwefelhölzern                                | Deutschland                                                        | 2013      | Uwe Janson                         |
| Hans Christian Andersen | Das Mädchen mit den Wunderhölzern                                  | Vereinigte Staaten                                                 | 1987      | Michael Lindsay-Hogg               |
| Hans Christian Andersen | Die Nachtigall                                                     | Sowjetunion                                                        | 1980      | Nadeschda Koschewerowa             |
| Hans Christian Andersen | Die Prinzessin auf der Erbse                                       | BR Deutschland                                                     | 1953      | Alf Zengerling                     |
| Hans Christian Andersen | Die Prinzessin auf der Erbse                                       | Sowjetunion                                                        | 1977      | Boris Ryzarew                      |
| Hans Christian Andersen | Die Prinzessin auf der Erbse                                       | Deutschland                                                        | 2010      | Bodo Fürneisen                     |
| Hans Christian Andersen | Die Prinzessin und der Schweinehirt                                | BR Deutschland                                                     | 1953      | Herbert B. Fredersdorf             |
| Hans Christian Andersen | The Red Shoes                                                      | Südkorea                                                           | 2005      | Kim Yong-gyun                      |
| Hans Christian Andersen | Der Reisekamerad                                                   | Tschechoslowakei / Deutschland / Frankreich / Italien / Österreich | 1990      | Ludvík Ráža                        |
| Hans Christian Andersen | Die roten Schuhe                                                   | Vereinigtes Königreich                                             | 1948      | Michael Powell, Emeric Pressburger |
| Hans Christian Andersen | Die Schneekönigin                                                  | Sowjetunion                                                        | 1967      | Gennadi Kasanski                   |
| Hans Christian Andersen | Die Schneekönigin                                                  | Finnland                                                           | 1986      | Päivi Hartzell                     |
| Hans Christian Andersen | Die Schneekönigin                                                  | Vereinigte Staaten                                                 | 2002      | David Wu                           |
| Hans Christian Andersen | Die Schneekönigin                                                  | Deutschland / Finnland                                             | 2014      | Karola Hattop                      |
| Hans Christian Andersen | Der Schweinehirt                                                   | Deutschland                                                        | 2017      | Carsten Fiebeler                   |
| Hans Christian Andersen | The Snow Queen                                                     | Vereinigte Staaten                                                 | 2013      | Rene Perez                         |
| Hans Christian Andersen | Splash – Eine Jungfrau am Haken                                    | Vereinigte Staaten                                                 | 1984      | Ron Howard                         |
| Hans Christian Andersen | Die traurige Nixe                                                  | Sowjetunion / Bulgarien                                            | 1976      | Wladimir Bytschkow                 |
| Hans Christian Andersen | Ein uraltes Märchen                                                | Sowjetunion                                                        | 1968      | Nadeschda Koschewerowa             |
| Hans Christian Andersen | WunderZunderFunkelZauber – Die Märchen von Hans Christian Andersen | Dänemark / Vereinigtes Königreich / Deutschland                    | 2002–2003 |                                    |
| Martin Andersen Nexø    | Ditte – ein Menschenkind                                           | Dänemark                                                           | 1946      | Bjarne Henning-Jensen              |
| Martin Andersen Nexø    | Der Lotterieschwede                                                | Deutsche Demokratische Republik                                    | 1958      | Joachim Kunert                     |
| Martin Andersen Nexø    | Pelle, der Eroberer                                                | Dänemark / Schweden                                                | 1987      | Bille August                       |
| Herman Bang             | Ikarus                                                             | Schweden                                                           | 1916      | Mauritz Stiller                    |
| Herman Bang             | Michael                                                            | Deutschland                                                        | 1924      | Carl Theodor Dreyer                |
| Herman Bang             | Vier Teufel                                                        | Vereinigte Staaten                                                 | 1928      | Friedrich Wilhelm Murnau           |
| Jonas T. Bengtsson      | Submarino                                                          | Dänemark                                                           | 2010      | Thomas Vinterberg                  |
| Karen Blixen            | Babettes Fest                                                      | Dänemark                                                           | 1987      | Gabriel Axel                       |
| Karen Blixen            | Jenseits von Afrika                                                | Vereinigte Staaten                                                 | 1985      | Sydney Pollack                     |
| Cecil Bødker            | Silas                                                              | BR Deutschland                                                     | 1981      |                                    |
| Peter Freuchen          | Eskimo                                                             | Vereinigte Staaten                                                 | 1933      | W. S. Van Dyke                     |
| Anne Chaplin Hansen     | IDA – Identität anonym                                             | Dänemark                                                           | 2011      | Christian E. Christiansen          |
| Peter Høeg              | Fräulein Smillas Gespür für Schnee                                 | Dänemark / Deutschland / Schweden                                  | 1997      | Bille August                       |
| Lene Kaaberbøl          | Die Hüterin der Wahrheit – Dinas Bestimmung                        | Dänemark / Island / Norwegen / Tschechien / Schweden               | 2015      | Kenneth Kainz                      |
| Lene Kaaberbøl          | Die Hüterin der Wahrheit 2: Dina und die schwarze Magie            | Dänemark / Tschechien                                              | 2019      | Ask Hasselbalch                    |
| Morten Korch            | Die roten Pferde                                                   | Dänemark                                                           | 1950      | Jon Iversen, Alice O’Fredericks    |
| Niels Krause-Kjær       | King’s Game                                                        | Dänemark / Schweden                                                | 2004      | Nikolaj Arcel                      |
| Niels Krause-Kjær       | King’s Game                                                        | Dänemark / Schweden                                                | 2004      | Nikolaj Arcel                      |
| Terje Holtet Larsen     | Kopenhagen gibt es nicht                                           | Dänemark                                                           | 2023      | Martin Skovbjerg                   |
| Karin Michaëlis         | Die heilige Lüge                                                   | Deutsches Reich                                                    | 1927      | Holger-Madsen                      |
| Karin Michaëlis         | Die Okarina                                                        | Deutsches Reich                                                    | 1919      | Uwe Jens Krafft                    |
| Kaj Munk                | Das Wort                                                           | Dänemark                                                           | 1955      | Carl Theodor Dreyer                |
| Bjarne Reuter           | Der Fakir                                                          | Dänemark                                                           | 2004      | Peter Flinth                       |
| Bjarne Reuter           | Hodder rettet die Welt                                             | Dänemark                                                           | 2003      | Henrik Ruben Genz                  |
| Finn Søeborg            | Der Bettenstudent oder: Was mach’ ich mit den Mädchen?             | BR Deutschland                                                     | 1970      | Michael Verhoeven                  |
| Carl Erik Martin Soya   | Siebzehn – Vier Mädchen machen einen Mann                          | Dänemark                                                           | 1965      | Annelise Meineche                  |
| Bodil Steensen-Leth     | Die Königin und der Leibarzt                                       | Dänemark / Schweden / Tschechien / Deutschland                     | 2012      | Nikolaj Arcel                      |